# Éléments français au Gabon
Pour les articles homonymes, voir EFG et FFG.
La France déploie des forces armées au Gabon depuis l'indépendance de ce pays en 1960 et conformément aux accords de défense d'août 1960 et de 2011 ; elles sont appelées éléments français au Gabon (EFG).
Les éléments français au Gabon (EFG) se sont appelés les Troupes françaises au Gabon (TFG) jusqu'au 1er septembre 2007 puis
les Forces françaises au Gabon (FFG) jusqu'au 1er septembre 2014.

## Historique
Répondant aux orientations du livre blanc sur la défense et la sécurité nationale de 2013, les éléments français au Gabon (EFG) ont remplacé les forces françaises au Gabon (FFG) au 1er septembre 2014. Elles constituent à ce titre le second « pôle opérationnel de coopération » (POC) à vocation régionale avec Dakar.

## Dispositif
Avec environ 350 militaires, les EFG constituent un réservoir de forces prépositionnées en Afrique. À ce titre, elles maintiennent en alerte des moyens pour soutenir les opérations menées en Afrique de l'ouest et en Afrique centrale.
Avant septembre 2014, les Forces françaises au Gabon (FFG) étaient commandées par un officier général, le « COMFOR », qui relevait directement du chef d’état-major des armées. Il disposait, pour mener les missions qui lui sont confiées, d'un état-major et de forces terrestres et aériennes. Les principaux matériels sont des hélicoptères de type Fennec et Puma, des avions de transport de type Transall et des blindés légers de type Sagaie.
Le COMFOR exerçait le contrôle opérationnel des forces et services interarmées placés en permanence ou temporairement sous ses ordres au sein de sa zone de responsabilité, englobant les 10 pays de la Communauté économique des États de l'Afrique centrale (CEEAC). 
Depuis septembre 2014, les éléments français au Gabon sont commandés par un officier général, le COMELEF, relevant directement du chef d’état-major des armées, qui prend le relais du « COMFOR ». Il a autorité sur sa zone qui comprend les États de la CEEAC ainsi que le Rwanda.
Le 6e bataillon d’infanterie de marine, installé depuis 1975 dans la capitale Libreville, n’est plus. Depuis l’été 2024, le 6e bataillon d’infanterie de marine est remplacé, par une académie militaire. Le camp de Gaulle, qui sera rebaptisée, en un camp d’entraînement partagé et cogéré par la France, et le Gabon. Des 380 soldats français en 2023, il n’en restera qu’une centaine au 1er juillet 2025.

### Composante Terre
Depuis 1975, le 6e B.I.Ma se situe au camp De Gaulle à la périphérie de Libreville. Malgré sa petite taille, sa position est hautement stratégique. Des compagnies de régiments d'élite y stationnent en permanence pour l'instruction forêt et pour affirmer la présence française.

### Composante Air
Un groupement Air est implanté directement sur l'aéroport international Léon-Mba.